# Монокок
Моноко́к (фр. monocoque) — тип пространственной конструкции, в которой (в отличие от каркасных или рамных конструкций) внешняя оболочка является основным и, как правило, единственным несущим элементом. В строгом смысле, термин «монокок» применяется к фюзеляжам ранних самолётов; в современном языке термин также применяется к несущим кузовам автомобилей, лодок и к велосипедным рамам.
Полумоноко́к или усиленный монокок — конструкция, в которой нагрузки несут как внешняя тонкостенная оболочка, так и подкрепляющий её силовой каркас (шпангоуты, стрингеры).

## Авиация
Монококовые — бескаркасные — конструкции фюзеляжей возникли в 1910-е годы с целью уменьшить сопротивление воздуха. Применение трубчатых оболочек из гнутой фанеры позволило создавать гладкие фюзеляжи c поперечным сечением на 20–30 % меньше, чем коробчатые каркасные фюзеляжи аналогов. В 1920-е гг. началось массовое применения обшивки из алюминиевых сплавов. Монококи, более дорогие в изготовлении, применялись на скоростных машинах и полностью вытеснили каркасные оболочки только после Второй мировой войны.
Чистый монокок хорошо сопротивляется нагрузкам на растяжение и изгиб, но не работает на сжатие, поэтому на практике требует подкрепления каркасом, работающим на сжатие. Современные фюзеляжи, как правило, выполняются по схеме усиленного монокока, при этом допускается коробление внешних панелей под нагрузкой — оно не приводит к разрушению конструкции в целом.
См. также Сталь-8, МиГ-5, МиГ-25

## Автомобили
Данная конструкция получила широкое применение в автомобилях, сконструированных специально для гонок — начиная с 1960-х годов она стала применяться в автомобилях с открытыми колёсами, а, позднее, уже с конца 1990-х — и в гоночных прототипах. Подобная конструкция, помимо описанных выше преимуществ в жёсткости на кручение, позволяет использовать двигатель в качестве несущего элемента автомобиля, что способствует снижению массы всей силовой структуры шасси, избавляя от необходимости во множестве силовых элементов. Некоторые дорожные автомобили также имеют скорлупные несущие кузова-монококи, обычно выполненные из неметаллических материалов, в частности, композитов — углепластика и углеволоконно-кевларового композита; зачастую в качестве основы используется сотовая структура из алюминиевых сплавов. Впрочем, из-за соображений безопасности более типично использование в конструкции кузова усиленного монокока (полумонокока). При этом для крепления наиболее массивных агрегатов как правило используются закреплённые на кузове подрамники.

## Велосипеды
См. Велосипедная рама